# Jacsó István
Jacsó István (Debrecen, 1913. december 17. – Budapest, 1985. december 6.) magyar edző, sportvezető és jogász. Ő volt a Magyar Olimpiai Bizottság (MOB) egyetlen tagja 1984-ben, aki nem szavazta meg az 1984-es Los Angeles-i olimpia bojkottját. 1985-től már nem került be a döntéshozásba.
A Rákoskeresztúri új köztemetőben, a 32/1-5-25 parcellában nyugszik.

## Ellenállásának körülményei
A Los Angeles-i szovjet bojkott egyértelműen visszavágás volt az 1980-as moszkvai játékok amerikai bojkottjáért. Hiába rendelkezett jó kapcsolatokkal a Szovjetunióban Juan Antonio Samaranch NOB-elnök és volt moszkvai nagykövet, ebben az esetben csődöt mondott a sportdiplomáciája. A hivatalos indoklásban csak az szerepelt, hogy veszélyben volt a sportolók biztonsága, és erről győzködték Buda Istvánt, az Országos Testnevelési és Sport Hivatal (OTSH) és a MOB elnökét, amikor 1984 áprilisában kétszer is Moszkvába rendelték. Május 8-án a Szovjetunió Kommunista Pártja (SzKP) közölte a szocialista országok vezetőivel, hogy a szovjet sportolók nem vesznek részt az olimpián, és május 14-én az MSZMP Politikai Bizottsága ajánlotta, hogy „a kialakult körülményeket figyelembe véve” a MOB is döntsön a magyar sportolók távolmaradása mellett. Az akkori magyar sajtó csak a „kialakult körülmények” miatti döntést közölte. A Népsport - mint szaklap - tárgyilagosan és szakszerűen tudósította végig az olimpia eseményeit. Távol tartotta magát az összehasonlításoktól, hogy pl. a magyar versenyző mit ért volna el Los Angelesben. A szerkesztőség két tagja (Varga József főszerkesztő és Gyárfás Tamás főmunkatárs) még annak a könyvnek az elkészítésében is részt vett, amely emléket állított az olimpiának, amiért mindketten pártbüntetésben részesültek.
Jacsó István ilyen körülmények között kockára tette edzői pályáját és egzisztenciáját, de végül is retorzió nélkül megúszta és haláláig, 1985. december 6-áig jogászként dolgozott. Ellenállásának még örült is a pártvezetés, volt bizonyíték rá, hogy Magyarországon demokrácia van és ilyet is meg lehet tenni.

## Munkássága
Jacsó István már 1944-ben is kiállt az üldözöttek mellett, 1956-ban pedig védőügyvédként dolgozott.
Jacsó István a Magyar Kézilabda Szövetség elnökségi tagjaként tagja volt a MOB-nak és elnöke volt a szövetség fegyelmi bizottságának is.

## Család
Fia Jacsó Péter, a University of Hawaii professzora. Unokái Jacsó Dániel és Jacsó Ádám.

## Méltatás
Pista bácsi évtizedeken keresztül irányította a szövetség fegyelmi bizottságát. Egyszerűen jó ember volt, akire még mindig szeretettel és tisztelettel gondolunk...
Dr. Jacsó István igen gazdag életutat tudhatott maga mögött, közmegbecsülésnek örvendő, nagy tisztelettel körülvett személy volt, aki már 1944-ben is az üldözöttek segítőjeként tette kockára egzisztenciáját. A civil kurázsi, a függetlenség és a becsület diadalaként az ő keze emelkedett egyedül magasba a szavazáson, a bojkottálás ellenzőjeként. Valóban megérdemli, hogy emlékezzünk rá..

## Kitüntetései
- A Magyar Ügyvédi Kamara által adományozott Kiváló Ügyvédi Munkáért ezüstérem 1977[14]